# 伊庭貞剛

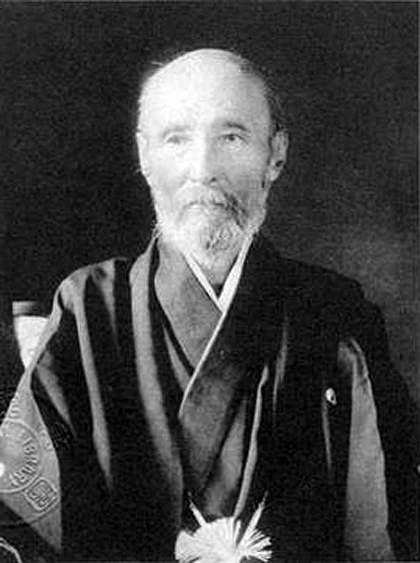
伊庭貞剛（『幽翁』より）

伊庭 貞剛（いば ていごう、1847年2月19日（弘化4年1月5日） - 1926年（大正15年）10月22日）は、近江国出身の明治時代の実業家、第2代住友総理事である。
「別子銅山中興の祖」と言われ、「東の足尾、西の別子」と言われた、住友新居浜精錬所の煙害問題の解決にあたった。植林など環境復元にも心血を注ぎ、企業の社会的責任の先駆者とも言われている。
近江源氏佐々木氏支流伊庭氏の一族である。

## 生涯

### 誕生
1847年（弘化4年）、近江国蒲生郡西宿村（現・滋賀県近江八幡市）に伯太藩代官伊庭正人の長男として、母、北脇田鶴子の実家で生まれ、7歳まで母方の実家で育つ。幼名は耕之助。
八幡町の児島一郎に剣道を、西川吉輔に国学を学んだ。

### 官吏として
1868年（明治元年）に朝廷に呼ばれた吉輔の後を追って上洛、京都御所禁衛隊に所属した。
翌年には京都御留守刑法官少監察となり、さらに同年行政改革で新設された弾正台巡察局京都支部に異動する。この時期に大村益次郎暗殺事件が起こり、貞剛は上司の指示により暗殺犯の処刑中止に関わる。この件で同僚と共に東京に召還されるも権大巡察に昇任して長崎出張所に派遣される。
明治5年に昇進して司法少検事になり、翌6年函館裁判所に転勤する。その後副判事に昇任するも、帰京を願い、司法卿大木喬任に直訴し、明治9年に大阪上等裁判所に転勤を命じられる。

### 住友に入社
明治11年、33歳の大阪上裁在任中、官界に失望して辞職、訪ねた叔父・広瀬宰平（住友総領事）の勧めにより1879年（明治12年）に住友に入社。3ヵ月後に本店支配人となった後も住友家から才覚を高く買われ、さまざまな役職を経験。
1880年（明治13年）に五代友厚、山本達雄らとともに私立大阪商業講習所を設置した。同所は後に府立商業学校（現、大阪市立大学）となった。
多数の公職に請われて就いたほか、大阪紡績株式会社（のちの東洋紡）の設立にも参画、役員となった。このほか、大阪商船の設立などにも参画した。
この頃、知人である堺の指吸家の子息が天龍寺で出家した縁で同派の雲水が自宅に立ち寄るようになり、由利滴水・橋本昌禎・高木台岳らと知り合い、参禅につとめる。
1890年（明治23年）第1回衆議院議員総選挙で衆議院議員に滋賀県代表として初めて当選（滋賀第3選挙区）するも、住友友親、住友友忠の相次ぐ急死により、1891年（明治24年）7月7日に衆議院議員を辞職するなど公職を全て辞して住友家の家督相続に奮闘し、徳大寺家より住友友純（西園寺公望の弟）を妹婿に迎えて15代を継がせた。

#### 別子銅山問題への処置
明治20年代半ばから深刻さを増し、農民の県庁への直訴騒動が起こっていた煙害問題、および、別子銅山を舞台とする住友内部の権力闘争を解決するため、1894年（明治27年）に新居浜に赴き、四阪島への精錬所移転を計画。当時、四阪島は大島や弓削島の島民の所有地であったが、住友が動いていると悟られぬよう、腹心の社員に命じて伊庭の個人名義で買い取り、精錬所を移転させた。
また、銅山の開発により荒れるがままになっていた西赤石山系の山々に「別子全山を旧のあおあおとした姿にしてこれを大自然にかえさねばならない」として植林を施すなど、環境復元にも心血を注いだ（別子大水害も参照）。それらの山林を管理するため後の住友林業を設立した。
足尾銅山の鉱害を追及していた田中正造も、伊庭の一連の行動を評価し、別子銅山を「我が国銅山の模範」と評した。

#### 総理事へ
1895年（明治28年）に大阪と別子から集まりやすいよう尾道市で、住友の重役会議である会議（「尾道会議」）の議長（総理事は広瀬宰平の辞職により空席となっていた）を務め、合議制とするなど経営の近代化を推進、この時住友銀行の創設が決まった（広瀬は銀行業を好まなかったと伝えられる）。
1897年（明治30年）1月、総理事心得に昇任、1899年（明治32年）に四阪島工事着手を見届けたのち新居浜を離任。この時の句が「五ヶ年の跡 見返れば 雪の山」。
1900年（明治33年）、総理事へ昇任。

#### 総理事引退
1904年（明治37年）、58歳の時に『実業之日本』誌に「少壮と老成」と題して勇退を説き（「事業の進歩発展に最も害するものは、青年の過失ではなくして、老人の跋扈である」が有名）、総理事職を鈴木馬左也に譲って引退（ただし家長の友純の説得により住友家関係の顧問等は続けた）。
引退後は、かねてより用意していた滋賀県石山（大津市）の別荘、活機園に住まう。大正5年には母親のために滋賀県で初めて自動車を購入し、遊山する。
1926年（大正15年）10月22日、石山の活機園にて没す。享年80。滋賀県近江八幡市の伊庭氏一族の墓地に眠る。多磨霊園にも墓所がある。

## 家族
- 父・伊庭正人 - 伯太藩代官、
- 母・北脇田鶴子 - 北脇理三郎の娘、広瀬宰平の姉
- 母方大叔父・北脇百禄 ― 別子銅山支配人
- 母方叔父・広瀬宰平 ― 旧姓：北脇。住友初代総領事
- 従兄・広瀬満正
- 実妹・広瀬よね子 ― 広瀬満正の妻
- 実弟・北脇満和 ― 北脇家を継ぐ
- 甥・北脇昇 ― シュールレアリスム画家

貞剛家
- 前妻・まつ子
  - 長女：はる子
- 後妻・梅子 - 滋賀・松本義信の娘
  - 長男：伊庭貞吉（1877年 - ）
  - 次女：隆子 - 関西信託役員・高山圭三の妻
  - 次男：伊庭簡一（1880年 - 1972年、伊庭正人家養子）
    - 娘婿：エウドラド・セラ・グエル（スペイン語）（1911年 - 2002年、彫刻家、セラ・コレクション寄贈主）[2]

  - 三男：伊庭琢磨（1884年 - 1956年、特種硝子光機専務→社長）[3]
  - 四男：伊庭慎吉（1885年 - 1975年、画家（滋賀県立商業学校美術教師）、神職（沙沙貴神社宮司）、安土村長）
  - 五男：伊庭勝彌（1889年 - 1968年、住友海上専務）
  - 六男：伊庭六郎
    - 五女：伊庭澄子（1930年 - 2011年9月15日、元聖心女子学院理事長、聖心会元東洋管区長・元日本管区長）

  - 三女：幾久子 - 銭屋商会役員 津田八郎兵衛の妻。夫の弟に京都府立嵯峨野高等女学校創立者の矢代仁兵衛[4]。
  - 四女：敏子 - 極東商会役員・瓜生通の妻。夫の母方祖父は前田献吉。

## 演じた人
- 石黒賢 - TBSテレビ2016年1月3日放送 新春スペシャルドラマ「百年の計、我にあり －知られざる明治産業維新リーダー伝」[5]。貞剛の母・田鶴を朝加真由美、妻の梅子を山田キヌヲが演じた。

## 関係文献
- CiNii>伊庭貞剛

### 伝記
- 『幽翁』（西川正治郎編、文政社、1933年）近代デジタルライブラリー
  - →『幽翁』（住友修史室、1981年）
    - →『幽翁』（図書出版社、1990年）
      - →『幽翁』（大空社、2010年）
- 『伊庭貞剛物語 - 住友近代化の柱』（木本正次著、朝日ソノラマ、1986年）
  - →『別子銅山中興の祖 伊庭貞剛物語』（愛媛新聞ブックス、愛媛新聞社、1999年）
- 『住友の大番頭 - 伊庭貞剛』（渡辺一雄著、廣済堂出版、2002年）